# Jolyon Palmer
Jolyon Palmer (Horsham, Inglaterra, Reino Unido; 20 de enero de 1991) es un expiloto de automovilismo británico. Fue campeón de la GP2 Series en 2014. En 2016 dio el salto a la Fórmula 1, siendo piloto de Renault hasta finales de 2017, cuando fue sustituido por Carlos Sainz Jr.. 
Desde 2018 es comentarista de Fórmula 1.

## Carrera

### Inicios
Después de haber pasado en 2004 de carreras en karts MiniMax, Palmer se trasladó hasta los coches en 2005 y, específicamente, al trofeo del campeonato Coches T de Otoño - una serie de carreras para los conductores de edades comprendidas entre los catorce y diecisiete años. Palmer terminó quinto en el campeonato, con un total de 92 puntos, 46 detrás de campeonato ganador Adrian Quaife-Hobbs. Pasó al campeonato principal en 2006, ganando una pole position y cuatro podios, y de nuevo terminó quinto en el campeonato con 101 puntos, 69 menos que el campeón Luciano Bacheta. Palmer también ha participado en un segundo Trofeo Otoño, y dominó el campeonato al ganar cuatro de las seis carreras. Tomó parte en dos carreras de la temporada 2007, ganando dos, pero decidió concentrarse en la Fórmula Palmer Audi.

### Fórmula Palmer Audi
En 2007, Palmer se pasó a la serie que su padre, Jonathan Palmer, había creado nueve años antes. Terminó 12º en su debut en Silverstone, y sus resultados poco a poco mejoraron y acabaría con dos triunfos (uno en Brands Hatch y uno en Oulton Park) y dos pole positions en Brands, en su camino a décimo en el campeonato y una puntuación total de 187 - por detrás de Tim Bridgman con un total de 360. Se perdió las dos últimas rondas del campeonato, debido a una lesión abdominal sufrida en un accidente de quad en su casa de West Sussex.
Se recuperó a tiempo para el inicio de la temporada 2008, en la que fue un rival del campeonato justo hasta las últimas carreras de la temporada. La consistencia es la clave para Palmer, con solo una victoria (que viene de la carrera en Spa en el extranjero) y 11 podios además de tres pole positions (increíblemente, todo en Brands Hatch - es decir, los cinco de sus poles AAP, que entró en el circuito) y terminó a solo 22 puntos por detrás de Jason Moore, en tercer lugar. El Trofeo Otoño y el Shootout FPA también trajo terceros lugares de Palmer, consiguiendo tres podios en las seis carreras.

### Fórmula 2
En 2009 Palmer pasó a la Fórmula 2, conduciendo el coche número tres. Sus tres puntos vinieron de un sexto lugar en Imola, ya que terminó 21º en el campeonato. Regresó a la serie en 2010, ganando la primera carrera de la temporada en Silverstone, consiguiendo la primera victoria de un piloto británico desde que su padre lo hizo en Mugello en 1983. Palmer consiguió un quinto puesto en la siguiente ronda en Marrakech, pero se recuperó para consiguió dos victorias y el liderato del campeonato en la tercera ronda en Monza. Finalmente finalizó segundo detrás de su compatriota británico Dean Stoneman.

### GP2 Series
En la temporada 2011 de GP2 Series, corrió con la escudería Arden International, no logró puntuar en ninguna carrera consiguiendo dos novenos puestos como mejores resultados. Al año siguiente, con el equipo iSport, consigue su primera victoria en la segunda carrera de Mónaco, y dos podios más para acabar 11º en el campeonato.
Palmer se une al equipo Carlin en 2013; acumula dos triunfos, un segundo lugar, y 10 resultados puntuables, de modo que culminó séptimo en la tabla de pilotos. El británico se cambió al equipo DAMS para la temporada 2014; dominó el año con 4 victorias: Baréin corta, Mónaco larga, Monza corta, y Rusia larga, ocho podios adicionales, y solo no sumó puntos en dos carreras de las 22 disputadas, consagrándose campeón de la GP2 Series.

### Fórmula 1
En 2015, fue contratado como piloto de pruebas y reserva del equipo Lotus para la temporada de Fórmula 1.
Para 2016, la estructura Lotus pasó a ser Renault, y Palmer pasó a ser piloto titular junto al danés Kevin Magnussen. Sin embargo, el rendimiento del RS16 era muy poco competitivo, aunque en la primera carrera, con la bandera roja provocada por un accidente entre Fernando Alonso y Esteban Gutiérrez, permitieron que Jolyon se colase cerca de los puestos de puntos (12.°) y más adelante, rodara 9°, hasta que fuese adelantado por Carlos Sainz Jr. y Max Verstappen, acabando cerca de los puntos (11.°). 
A partir de ahí hasta el final de la primera parte de la temporada, se mostraría el bajo nivel del monoplaza y no lograría sumar en ninguna de las primeras 11 carreras. Tras el parón, el nivel del monoplaza, continuaba siendo el mismo, pero Palmer lograría sumar su primer punto en la Fórmula 1 al acabar 10.° en Sepang, también destacando los 5 abandonos que hubo, entre ellos: 2 hombres de cabeza (Sebastian Vettel y Lewis Hamilton), los 2 pilotos de Haas y el su compañero de equipo, lo que le permitieron al inglés llegar a la zona de puntos. Finalizó esa temporada con un punto en el puesto 19.
Para la temporada siguiente, Nico Hülkenberg pasó a hacer dupla con el inglés. El alemán sumó puntos habitualmente en la primera parte del año, pero Palmer solo lo haría en el Gran Premio de Singapur, donde logró finalizar sexto. Tres carreras más tarde, Carlos Sainz Jr. llegó al equipo Renault, dejando sin asiento al inglés.
Los 8 puntos conseguidos en Marina Bay le sirvieron para ser 17.° en el campeonato.

## Periodismo
Luego de su paso por Fórmula 1, Palmer ha pasado a ser comentarista de BBC F1. Anteriormente había trabajado para Sky Sports en GP2.

## Resumen de carrera
| Temporada    | Categoría                           | Equipo                         | Carreras          | Victorias         | Poles             | VR                | Podios            | Puntos            | Pos.              |
| ------------ | ----------------------------------- | ------------------------------ | ----------------- | ----------------- | ----------------- | ----------------- | ----------------- | ----------------- | ----------------- |
| 2005         | T Cars Trofeo de Otoño              |                                | 6                 | ?                 | ?                 | ?                 | ?                 | 92                | 5.º               |
| 2006         | T Cars                              | PalmerSport Junior             | 20                | 0                 | 1                 | ?                 | 4                 | 92                | 5.º               |
| 2006         | T Cars Trofeo de Otoño              | PalmerSport Junior             | 6                 | 4                 | 3                 | 4                 | 5                 | 61                | 1.º               |
| 2007         | Fórmula Palmer Audi                 |                                | 15                | 2                 | 2                 | ?                 | 4                 | 187               | 10.º              |
| 2007         | T Cars                              | PalmerSport Junior             | 2                 | 2                 | 1                 | 2                 | 0                 | 24                | 11.º              |
| 2008         | Fórmula Palmer Audi                 |                                | 20                | 1                 | 3                 | 3                 | 11                | 338               | 3.º               |
| 2008         | Fórmula Palmer Audi Trofeo de Otoño | 6                              | 0                 | 0                 | 0                 | 3                 | 89                | 3.º               |                   |
| 2008         | Fórmula Palmer Audi Shootout        | 3                              | 0                 | 0                 | 0                 | 1                 | 36                | 3.º               |                   |
| 2009         | Campeonato de Fórmula Dos de la FIA | MotorSport Vision              | 16                | 0                 | 0                 | 0                 | 0                 | 3                 | 21.º              |
| 2009         | Fórmula Palmer Audi                 | PalmerSport                    | 8                 | 1                 | 3                 | 2                 | 2                 | 70                | 16.º              |
| 2010         | Campeonato de Fórmula Dos de la FIA | MotorSport Vision              | 18                | 5                 | 5                 | 3                 | 10                | 242               | 2.º               |
| 2011         | GP2 Series                          | Arden International            | 18                | 0                 | 0                 | 0                 | 0                 | 0                 | 28.º              |
| 2011         | GP2 Asia Series                     | Arden International            | 4                 | 0                 | 0                 | 0                 | 0                 | 0                 | 19.º              |
| 2011         | GP2 Final                           | Barwa Addax Team               | 2                 | 0                 | 0                 | 0                 | 1                 | 9                 | 4.º               |
| 2011         | Campeonato de Fórmula Dos de la FIA | Motorsport Vision              | 2                 | 0                 | 0                 | 0                 | 0                 | 0                 | NC                |
| 2012         | GP2 Series                          | iSport International           | 24                | 1                 | 0                 | 0                 | 3                 | 78                | 11.º              |
| 2013         | GP2 Series                          | Carlin Motorsport              | 22                | 2                 | 1                 | 2                 | 3                 | 119               | 7.º               |
| 2014         | GP2 Series                          | DAMS                           | 22                | 4                 | 3                 | 7                 | 12                | 276               | 1.º               |
| 2014         | Fórmula 1                           | Sahara Force India F1 Team     | Piloto de pruebas | Piloto de pruebas | Piloto de pruebas | Piloto de pruebas | Piloto de pruebas | Piloto de pruebas | Piloto de pruebas |
| 2015         | Fórmula 1                           | Lotus F1 Team                  | Piloto de pruebas | Piloto de pruebas | Piloto de pruebas | Piloto de pruebas | Piloto de pruebas | Piloto de pruebas | Piloto de pruebas |
| 2016         | Fórmula 1                           | Renault Sport Formula One Team | 21                | 0                 | 0                 | 0                 | 0                 | 1                 | 18.º              |
| 2017         | Fórmula 1                           | Renault Sport Formula One Team | 16                | 0                 | 0                 | 0                 | 0                 | 8                 | 17.º              |
| Referencias: |                                     |                                |                   |                   |                   |                   |                   |                   |                   |

## Resultados

### Campeonato de Fórmula Dos de la FIA
(Clave) (negrita indica pole position) (cursiva indica vuelta rápida)

| Año  | 1        | 2         | 3         | 4        | 5        | 6         | 7         | 8         | 9        | 10       | 11       | 12        | 13       | 14      | 15       | 16       | 17      | 18       | Pos. | Puntos |
| ---- | -------- | --------- | --------- | -------- | -------- | --------- | --------- | --------- | -------- | -------- | -------- | --------- | -------- | ------- | -------- | -------- | ------- | -------- | ---- | ------ |
| 2009 | VAL 1 21 | VAL 2 Ret | BRN 1 10  | BRN 2 14 | SPA 1 16 | SPA 2 Ret | BRH 1 12  | BRH 2 16  | DON 1 16 | DON 2 12 | OSC 1 15 | OSC 2 19  | IMO 1 12 | IMO 2 6 | CAT 1 13 | CAT 2 11 |         |          | 21.º | 3      |
| 2010 | SIL 1    | SIL 2     | MAR 1 Ret | MAR 2 5  | MON 1    | MON 2 1   | ZOL 1 2   | ZOL 2     | ALG 1    | ALG 2    | BRH 1 8  | BRH 2 Ret | BRN 1 5  | BRN 2 1 | OSC 1 3  | OSC 2 12 | VAL 1 7 | VAL 2 13 | 2.º  | 242    |
| 2011 | SIL 1    | SIL 2     | MAG 1     | MAG 2    | SPA 1    | SPA 2     | NÜR 1 DNS | NÜR 2 DNS | BRH 1    | BRH 2    | SPL 1    | SPL 2     | MNZ 1    | MNZ 2   | CAT 1    | CAT 2    |         |          | NC   | 0      |

### GP2 Asia Series
(Clave) (negrita indica pole position) (cursiva indica vuelta rápida puntuable)

| Año  | Escudería           | 1   | 1   | 2   | 2   | Pos. | Puntos | Ref.   |
| ---- | ------------------- | --- | --- | --- | --- | ---- | ------ | ------ |
| 2011 | Arden International | YMC | YMC | IMO | IMO | 19.º | 0      | [ 21 ] |
| 2011 | Arden International | 14  | 10  | 18  | Ret | 19.º | 0      | [ 21 ] |

### GP2 Series
(Clave) (negrita indica pole position) (cursiva indica vuelta rápida puntuable)

| Año  | Escudería            | 1   | 1   | 2   | 2   | 3   | 3   | 4   | 4   | 5   | 5   | 6   | 6   | 7   | 7   | 8   | 8   | 9   | 9   | 10  | 10  | 11  | 11  | 12  | 12  | Pos. | Puntos | Ref.   |
| ---- | -------------------- | --- | --- | --- | --- | --- | --- | --- | --- | --- | --- | --- | --- | --- | --- | --- | --- | --- | --- | --- | --- | --- | --- | --- | --- | ---- | ------ | ------ |
| 2011 | Arden International  | EST | EST | BAR | BAR | MON | MON | VAL | VAL | SIL | SIL | NÜR | NÜR | BUD | BUD | SPA | SPA | MNZ | MNZ |     |     |     |     |     |     | 28.º | 0      | [ 22 ] |
| 2011 | Arden International  | 17  | 9   | 18  | 17  | NC  | 11  | 9   | Ret | 20  | 16  | 19  | Ret | 22  | 18† | Ret | 14  | Ret | 19  |     |     |     |     |     |     | 28.º | 0      | [ 22 ] |
| 2012 | iSport International | KUA | KUA | SAK | SAK | SAK | SAK | BAR | BAR | MON | MON | VAL | VAL | SIL | SIL | HOC | HOC | BUD | BUD | SPA | SPA | MNZ | MNZ | SIN | SIN | 11.º | 78     | [ 23 ] |
| 2012 | iSport International | 17  | 12  | DNS | 7   | 24† | 22  | 9   | DNS | 6   | 1   | Ret | Ret | 3   | 5   | 18  | 18  | 6   | 5   | Ret | 10  | 7   | 3   | Ret | Ret | 11.º | 78     | [ 23 ] |
| 2013 | Carlin               | KUA | KUA | SAK | SAK | BAR | BAR | MON | MON | SIL | SIL | NÜR | NÜR | BUD | BUD | SPA | SPA | MNZ | MNZ | SIN | SIN | YMC | YMC |     |     | 7.º  | 119    | [ 24 ] |
| 2013 | Carlin               | 6   | 9   | 5   | 6   | 10  | 4   | Ret | 12  | 6   | Ret | 24  | 11  | 1   | 12  | 15  | 6   | Ret | 10  | 1   | 17  | 2   | Ret |     |     | 7.º  | 119    | [ 24 ] |
| 2014 | DAMS                 | SAK | SAK | BAR | BAR | MON | MON | SPI | SPI | SIL | SIL | HOC | HOC | BUD | BUD | SPA | SPA | MNZ | MNZ | SOC | SOC | YMC | YMC |     |     | 1.º  | 276    | [ 25 ] |
| 2014 | DAMS                 | 3   | 1   | 2   | 2   | 1   | 7   | 5   | 6   | 2   | 4   | 3   | 6   | 4   | 2   | 6   | 3   | 8   | 1   | 1   | 10  | 2   | Ret |     |     | 1.º  | 276    | [ 25 ] |

### Fórmula 1
(Clave) (negrita indica pole position) (cursiva indica vuelta rápida)

| Año     | Escudería                      | 1       | 2       | 3      | 4       | 5      | 6       | 7       | 8       | 9      | 10      | 11     | 12     | 13      | 14      | 15     | 16      | 17     | 18     | 19     | 20      | 21     | Pos. | Puntos |
| ------- | ------------------------------ | ------- | ------- | ------ | ------- | ------ | ------- | ------- | ------- | ------ | ------- | ------ | ------ | ------- | ------- | ------ | ------- | ------ | ------ | ------ | ------- | ------ | ---- | ------ |
| 2015    | Lotus F1 Team                  | AUS     | MYS     | CHN TD | BHR TD  | ESP TD | MON     | CAN     | AUT TD  | GBR TD | HUN TD  | BEL TD | ITA TD | SIN     | JPN TD  | RUS TD | USA TD* | MEX TD | BRA TD | ABU TD |         |        |      |        |
| 2016    | Renault Sport Formula One Team | AUS 11  | BHR DNS | CHN 22 | RUS 13  | ESP 13 | MON Ret | CAN Ret | EUR 15  | AUT 12 | GBR Ret | HUN 12 | GER 19 | BEL 15  | ITA Ret | SIN 15 | MYS 10  | JPN 12 | USA 13 | MEX 14 | BRA Ret | ABU 17 | 19.º | 1      |
| 2017    | Renault Sport Formula One Team | AUS Ret | CHN 13  | BHR 13 | RUS Ret | ESP 15 | MON 11  | CAN 11  | AZE Ret | AUT 11 | GBR DNS | HUN 13 | BEL 13 | ITA Ret | SIN 6   | MYS 15 | JPN 12  | USA    | MEX    | BRA    | ABU     |        | 17.º | 8      |
| Fuente: |                                |         |         |        |         |        |         |         |         |        |         |        |        |         |         |        |         |        |        |        |         |        |      |        |

- * Fue inscrito como tercer piloto, pero no corrió debido al mal tiempo.